# 1991 NQ6
1991 NQ6 är en asteroid i huvudbältet som upptäcktes den 11 juli 1991 av den belgiske astronomen Henri Debehogne vid La Silla-observatoriet.
Den har en diameter på ungefär 3 kilometer.